# Apodemus rusiges
Apodemus rusiges es una especie de roedor de la familia Muridae.

## Distribución geográfica
Se encuentra en la India, Nepal, y Pakistán.